# Bechtel
Bechtel Corporation (též Bechtel Group) je největší americká korporace nabízející stavební a inženýrské práce, a devátá největší soukromá společnost v USA. Byla založena v roce 1898 a sídlí v městě San Francisco (Kalifornie).

## Předmět podnikání
Bechtel je významnou společností ve stavebnictví a inženýrství - věnuje se velkým a těžkým stavbám a konstrukcím (bytovým i průmyslovým), budování přidružené infrastruktury a plánování, řízení (managementu) těchto stavebních projektů.

## Aktiva
Skupina Bechtel Group má okolo 40 tisíc zaměstnanců(2006) pracujících na projektech v téměř 50 zemích světa a její výnosy (z roku 2006) činily 20,5 mld dolarů.

## Minulé projekty
Ve 30. letech spolupracovala na stavbě Hooverovy přehrady a v letech 1947 až 1950 budovala Transarabský ropovod. V 60. letech začala Bechtel spolupracovat s unií čtyř firem z těžebního-stavitelského průmyslu: N. V. Nederlandse Gasunie, která stavěla plynovody z velkého dánského ložiska zemního plynu své doby. V 90. letech prováděla management stavby Eurotunelu. Do současnosti se Bechtel Corporation podílela na mnoha velkých a významných stavbách a projektech.
CEO Bechtelu je Riley P. Bechtel, Stephen Bechtel junior zasedá v generálním vedení korporace. Rodina Bechtelů fakticky tuto korporaci začala vlastnit v roce 1925. Tato korporace si budovala vztahy s politickými špičkami mnoha předchozích amerických vlád: Nixona, Reagana, George H. W. Bushe, Clintona a George W. Bushe. Bechtel má též vřelé vztahy s jinými vládami, zejména saúdskou královskou rodinou. V minulosti se stala terčem kritiky za špatné řízení projektu Big Dig v Bostonu, finančními vazbami na rodinu bin Ládinů a okolnosti, za kterých získala kontrakty pro přestavbu poválečného Iráku v roce 2003. Někteří evropští i američtí politici vznesli obvinění z korupce mezi Bechtelem a administrativou George W. Bushe (například Ross J. Connelly nebo W. Kenneth Davis, kteří v minulosti zastávali hlavní posty v Bechtelu a jeho dceřiných společnostech, nyní slouží ve významných funkcích státních agentur či vládních programů; George P. Shultz, bývalý prezident Bechtelu zastával za Ronalda Reagana funkci v ministerstvu obrany a od roku 2002 figuroval v komisi pro osvobození Iráku).
Bechtel již několik let vlastní a řídí elektrárny, ropné rafinerie, vodohospodářské systémy a letiště v několika zemích světa jako Turecko, Velká Británie a samozřejmě ve Spojených státech. Její počínání a vztah k obyvatelům zemí třetího světa, ve kterých také působí, se stal předmětem kritiky této korporace antiglobalizačních a environmentalistických hnutí.

## Dceřiné a smluvní firmy Bechtel Group
- Aguas del Tunari
- Airport Group International Holdings, LLC
- Alterra Partners
- Alliance Bechtel-Linde
- Alterra Partners (UK)
- Arabian Bechtel Corporation
- Bantrel Co. (Calgary)
- BCN Data Systems (UK)
- Bechtel Babcock and Wilcox Idaho, LLC
- Bechtel Bettis, Inc.
- Bechtel Canada, Inc.
- Bechtel Capital Partners LLC
- Bechtel China, Inc.
- Bechtel CITIC Engineering, Inc. (Čína)
- Bechtel COSAPI (Peru)
- Bechtel Constructors Corporation
- Bechtel-ENKA Joint Venture (Turkey)
- Bechtel Enterprises Holdings, Inc. (BEn)
- Bechtel Financing Services, LLC
- Power Generation Engineering and Services Co. (PGESCo) (Egypt)
- Bechtel Great Britain Ltd. (UK)
- Bechtel Infrastructure Corporation (BINFRA)
- Bechtel Jacobs Company LLC
- Bechtel Hanford Inc.
- Bechtel McCone Parsons Corporation; Engineers, Constructors
- Bechtel Metodo Telecomunicacoes Ltda. (BMT) (Brazílie)
- Bechtel National Inc.
- Bechtel Nevada Corporation
- Bechtel Northern Corporation
- Bechtel Overseas Corporation
- Bechtel/Parsons Brinkerhoff joint venture
- Bechtel Petroleum, Inc. (U.S.A.)
- Bechtel Plant Machinery, Inc.
- Bechtel Power Corp. (U.S.A.)
- Bechtel SAIC LLC
- Bechtel Savannah River, Inc.
- Bechtel-Sigdo Koppers Archivováno 9. 11. 2007 na Wayback Machine. joint venture (Chile)
- Bechtel-Technip Joint Venture
- Becon Construction Company, Inc.
- BPR-Bechtel Archivováno 16. 5. 2021 na Wayback Machine.
- Bechtel Telecommunications
- Cliffwood-Blue Moon Joint Venture, Inc.
- Colstrip Energy LP
- Dabhol Power Company (DBC), joint venture s General Electric a Enron (Indie)
- Dual Drilling Company
- Eastern Bechtel Co. Ltd.
- EnergyWorks LLC
- The Fremont Group
- Incepta Group PLC
- InterGen (joint venture s Royal Dutch Shell)
- International Water
- IPSI LLC
- Lawrence Livermore National Security LLC
- Lectrix
- Lima Airport Partners Archivováno 3. 7. 2017 na Wayback Machine.
- Los Alamos National Security, LLC
- Marathon Oil Equitorial Guinea LNG[4]
- NetCon Thailand (joint venture s Lucent)
- Nexant
- NorthGas, Ltd. (joint venture s Gazprom v Rusku)
- PSG International (partner s General Electric)
- Saudi Arabian Bechtel Company (Saúdská Arábie)
- Sequoia Ventures, Inc.
- Spruce Limited Partnership
- United Infrastructure Company (Chicago) (předtím, než v roce 1998 Bechtel skoupil akcie jeho partnera)
- Technology Ventures Group
- USGen Power Services, LP